# Taekwondo ai III Giochi olimpici giovanili estivi
Le gare di taekwondo ai III Giochi olimpici giovanili estivi sono state disputate al Parque Polideportivo Roca di Buenos Aires dal 7 all'11 ottobre 2018. Sono state assegnate medaglie in cinque categorie di peso maschili e femminili.

## Podi

### Ragazzi
| Evento       | Oro                  | Argento           | Bronzo                               |
| fino a 48 kg | Dmitrii Shishko      | Ulugbek Rashitov  | Im Seong-bin Mohamed Jendoubi        |
| fino a 55 kg | Georgii Popov        | Kim Kang-min      | Zaid Abdul Kareem Mahamadou Amadou   |
| fino a 63 kg | Cho Won-hee          | Nareupong Thepsen | Javad Aghayev Gabriele Caulo         |
| fino a 73 kg | Ali Eshkevarian      | Badr Achab        | Eyad Adel Mahmoud Darlyn Padilla     |
| oltre 73 kg  | Mohammadali Khosravi | Lee Meng-En       | Nisar Abdul Rahimzai Ethan McClymont |

### Ragazze
| Evento       | Oro                      | Argento            | Bronzo                                  |
| fino a 44 kg | Polina Shcherbakova      | Kang Mi-reu        | Alicia Rodriguez Fuentes Lena Stojkovic |
| fino a 49 kg | Elizaveta Ryadninskaya   | Anastasija Zolotic | Cao Zihan Lee Ye-ji                     |
| fino a 55 kg | Kanthida Saengsin        | Safia Salih        | Sandy Leite Macedo Fani Tzeli           |
| fino a 63 kg | Yalda Valinejad          | Nadica Bozanic     | Assunta Cennamo Leslie Soltero Garcia   |
| oltre 63 kg  | Fatima-Ezzahra Aboufaras | Kimia Hemati       | Kristina Adebaio Mu Wenzhe              |